# Presqu'île Ronarc'h

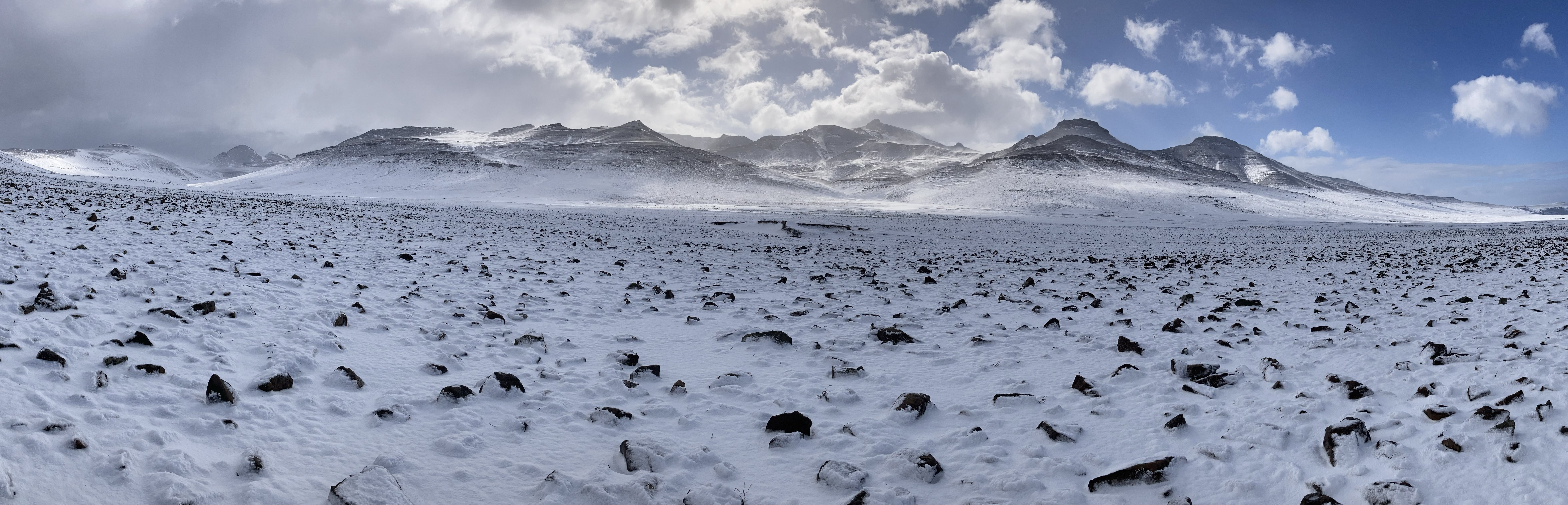
Vue de la vallée Phonolithe, sur la Presqu'île de Ronarc'h, depuis les pentes de la Tête d'Homme

La presqu'île Ronarc'h est une presqu'île au sud-est de Grande Terre, l'île principale de l'archipel des Kerguelen.

## Géographie

### Toponymie
Le nom de la presqu'île est donné en 1922 par le navigateur Raymond Rallier du Baty, en hommage à l’amiral Pierre Alexis Ronarc'h.

### Situation
La presqu'île Ronarc'h est liée au reste de la Grande Terre par une étroite bande de terre, l'isthme dit « halage des Naufragés », qui la maintient en contact avec une première presqu'île environ deux fois plus vaste qu'elle, la presqu'île Jeanne d'Arc, au sud-ouest, dont elle est séparée par la baie Greenland et le bras Bolinders.
La presqu'île Ronarc'h délimite la partie sud du golfe du Morbihan. Elle fait donc face à la péninsule Courbet qui délimite quant à elle la partie nord du golfe, où se trouve Port-aux-Français, la principale station des îles Kerguelen. La presqu'île Ronarc'h et la péninsule Courbet sont séparées par un détroit appelé passe Royale.
La presqu'île est dominée par le mont Wyville Thomson (937 m) et le Pouce (743 m).
Elle abritait la station géomagnétique de Port-Douzième qui n'est plus qu'une modeste cabane actuellement. Une autre cabane, Phonolite, se trouve également au Sud, dans la vallée portant le même nom. 